# Herbert A. Tulatz
Herbert A. Tulatz (* 21. Juni 1914 in Breslau; † 28. Juni 1968 in Bad Homburg) war ein linker Politiker und deutscher sowie internationaler Gewerkschaftsfunktionär. In Breslau gehörte er der Sozialistischen Arbeiter-Jugend (SAJ) an und beteiligte sich bis zu seiner Verhaftung 1936 an der illegalen Arbeit der Sozialistischen Arbeiterpartei Deutschlands (SAP). Nach 3½ Jahren Zuchthaus bis 1940 wurde er 1942 in die Strafdivision 999 eingezogen und gelangte im April 1943 in Tunesien in Kriegsgefangenschaft. Bis Anfang 1946 war er in mehreren Kriegsgefangenenlagern in den USA.
1946 Leiter des Wirtschaftsamts in Uffenheim (Bayern) und Eintritt in die Sozialdemokratische Partei Deutschlands (SPD). 1946 bis Ende 1949 Verlagstätigkeit in Metzingen (Württemberg), dann Gewerkschaftsfunktionär und sozialdemokratischer Politiker in Hessen.
Seit 1952 war er Leiter der DGB-Bundesschule in Oberursel und seit 1961 stellvertretender Generalsekretär des Internationalen Bundes Freier Gewerkschaften (IBFG) in Brüssel.

## Leben
Herbert Albert Tulatz wuchs in einer Breslauer Arbeiterfamilie auf und schloss sich im Alter von 14 Jahren der sozialistischen Arbeiterbewegung an. Von 1928 bis 1934 besuchte er die Aufbauschule in Breslau, wo er 1934 das Abitur ablegte. Den Nazis war er als Mitglied der Sozialistischen Arbeiter-Jugend (SAJ) und der Sozialistischen Arbeiterpartei Deutschlands (SAP) bekannt. Wegen „Mangel an politischer Reife“ wurde ihm von der NSDAP der Zugang zur Hochschule verweigert. Tulatz begann daher eine Lehre am Breslauer Bankhaus Eichborn & Co, das ihn anschließend als Bankangestellter beschäftigte.
Als Auslandskurier der Breslauer SAP hielt Tulatz Kontakt zu emigrierten Sozialisten in der Tschechoslowakei. Im September 1936 wurde er von der Gestapo verhaftet. Der 1. Strafsenat des Oberlandesgerichts Breslau verurteilte ihn am 22. März 1937 zu dreieinhalb Jahren Zuchthaus und fünf Jahren Ehrverlust (Strafverfahren gegen „Tulatz und andere“). Zwangsarbeit in den Zuchthäusern Brandenburg-Görden und Coswig/Anhalt sowie in den Elbregulierungslagern Roßlau und Griebo. Nach der Haftentlassung am 10. März 1940 fand Tulatz im Bauwesen eine Anstellung als Buchhalter und im Oktober 1940 im Breslauer Schlesien-Verlag als 1. Prokurist und Geschäftsführer.
Aufgrund seiner Zuchthausstrafe galt Tulatz als „wehrunwürdig“. Er wurde jedoch am 16. Oktober 1942 in die sogenannte Strafdivision 999 eingezogen und bis Ende Dezember 1942 auf dem Truppenübungsplatz Heuberg (Schwarzwald) für den Pak-Zug der 3. Kompanie des Afrika-Schützen-Regiments 961 ausgebildet. Weitere Ausbildungsorte dieser Kompanie des „Bewährungsbataillons“ 999 waren Turnhout in Belgien und Tarascon in Südfrankreich. Vom 9. März 1943 an wurde Tulatz nach Neapel verlegt und gelangte nach einem Seetransport von Palermo Mitte März nach Tunis. Gegen Ende März kam er nach Pichon bei Kairouan, wo fast die gesamte Kompanie in britische Gefangenschaft geriet. Nach Kriegsgefangenschaft in den USA, wo er in Fort Devens, Massachusetts, Lagersprecher der Antifaschisten war, trat er 1946 in Bayern der SPD bei und wurde 1947 Herausgeber der Zeitschrift Die Zukunft. Unabhängige Zeitschrift junger Menschen und veröffentlichte Bücher und Aufsätze.
Seit 1952 war Tulatz Leiter der DGB-Bundesschule in Oberursel.
Für die SPD war Tulatz Vorsitzender in Oberursel, Stadtverordneter, Mitglied des Bezirksvorstandes Hessen-Süd, Leiter der Betriebsgruppenorganisation Hessen-Süd und Mitglied des hessischen Landesvorstandes.
Nach einem mehrmonatigen Aufenthalt in Nigeria im Auftrag des DGB-Bundesvorsitzenden Willi Richter, wurde Tulatz 1961 stellvertretender Generalsekretär des Internationalen Bundes Freier Gewerkschaften (IBFG) in Brüssel. Er widmete sich hauptsächlich dem Aufbau nichtkommunistischer Gewerkschaften in Afrika, Asien und Lateinamerika. Über seine Arbeit berichtet Tulatz 1963 u. a. in Die Gewerkschaftsentwicklung Nigerias.
Der damalige Student und spätere Philosoph Oskar Negt, der bei Tulatz eine Assistenzstelle antrat, übernahm durch die Aufenthalte Tulatz' in Afrika 1961 die kommissarische Leitung der DGB-Bundesschule in Oberursel.

## Veröffentlichungen (Auswahl)
- ABC des Gewerkschafters (1957) (gemeinsam mit Heinz Raspini)
- Handbuch für Vertrauensleute der IG Chemie-Papier-Keramik (1957)
- Die Gewerkschaftsentwicklung Nigerias (1963)